# Historia Brittonum
Historia Brittonum eller Briternes historie er en påstået historie om Storbritanniens tidlige historie nedskrevet omkring 828 med adskillige tilføjelser og rettelser foretaget efter 1000-tallet. Historia Brittonum tilskrives almindeligvis den walisiske munk Nennius, da nogle senere udgiver har dette navn skrevet i forordet. Nogle ekseperter har afskrevet Nennius i foråret som en senere forfalskning, og har argumenteret for at værket faktisk er en anonym samling.
Værket er det første, som beskriver kong Arthur som dux bellorum og ikke som konge. Den nævner de 12 slag, som Arthur kæmpede i, men til forskel fra Annales Cambriae angiver den ingen datoer.